# Statpipe
Statpipe — норвезька офшорна газопровідна система у Північному морі, що з'єднує між собою ряд родовищ, газопровідних хабів та ГПЗ у Kårstø. Введення в дію Statpipe припало на 1985 рік. 
Особливістю системи є те, що, на відміну від більшості газопроводів, вона не просто з'єднує дві точки для транспортування між ними продукції, а радше забезпечує маневрування ресурсами газу для подачі їх на вихідні пункти кількох міжнародних експортних трубопроводів.
У складі системи можна виділити кілька складових частин:
1. Трубопровід для транспортування «жирного» (насиченого вуглеводнями С2+) газу з родовища Статфіорд до газопереробного заводу в Kårstø біля Ставангеру. Довжина цієї ділянки 308 км діаметр 750 мм, максимальна потужність понад 9 млрд м³ на рік. Окрім Статфіорд, по дорозі до газопроводу приєднано лінії з  родовищ Veslefrikk та Brage, а потім з Галлфакс (через яке в свою чергу подається продукція Південного Галлфакса).
2. Трубопровід від ГПЗ Kårstø через платформу Draupner S (разом з Draupner Е утворює газовий хаб) до родовища Екофіск. Від останнього ще в 1977-му проклали перший експортний газопровід до Німеччини Norpipe. Ділянка від Kårstø до Драупнер виконана із труб діаметром 700 мм, має довжину 228 км та максимальну пропускну здатність 7,6 млрд м³ на рік. Ділянка від Драупнер до Екофіску має діаметр 900 мм та довжину 213 км.
3. Трубопровід від родовища Геймдал (через яке також проходить продукція інших норвезьких родовищ, зокрема Осеберг) до платформи Draupner S, довжиною 155 км та діаметром 900 мм. Максимально пропускна здатність цієї ділянки понад 11 млрд м³ на рік.
Окрім згаданого вище Norpipe, ресурс може подаватись:
– до газопроводу Europipe I, що починається від Драупнер та прямує до Німеччини;
– до газопроводу Franpipe, який так само бере початок на Драупнер, але веде до Франції; 
– до перемички Драупнер — Слейпнір та далі по газопроводу Zeepipe до Бельгії; 
– до Великої Британії при використанні ділянки Драупнер — Геймсдал у реверсному напрямку з подальшим виходом у газопровід Vesterled.
В процесі спорудження системи на північній ділянці трубопроводи двічі перетнули Норвезький жолоб глибиною 350 метрів. Відсутність напрацьованих технічних рішень десятиліттям раніше завадила прокласти через нього нафтопровід від родовища Екофіск, який в підсумку спрямували до Великої Британії. Проте необхідність розробки гігантського родовища Статфіорд сприяла проведенню нових досліджень, які зокрема знайшли застосування у системі Statpipe. При підході трубопроводів до узбережжя Норвегії біля острова Karmøy вони були сховані у захисний 600-метровий бетонний кульверт (штольню). А на подальшому шляху до Kårstø спорудили перехід через три фіорди у тунелях, прокладених на глибині до 180 метрів під поверхнею.